# Momtjilovtsi
Momtjilovtsi (bulgariska: Момчиловци) är ett distrikt i Bulgarien.   Det ligger i kommunen Obsjtina Smoljan och regionen Smoljan, i den södra delen av landet, 170 km sydost om huvudstaden Sofia.
I omgivningarna runt Momtjilovtsi växer i huvudsak blandskog. Runt Momtjilovtsi är det ganska glesbefolkat, med 47 invånare per kvadratkilometer.